# آندرانولاوا
آندرانولاوا (به لاتین: Andranolava) یک منطقهٔ مسکونی در ماداگاسکار است که در ساکارا واقع شده‌است. آندرانولاوا ۳٬۰۰۰ نفر جمعیت دارد و ۵۵۸ متر بالاتر از سطح دریا واقع شده‌است.